# Хартмут XIII фон Кронберг
Хартмут XIII фон Кронберг ’Средния’ (на немски: Hartmut XIII von Kronberg „der Mittlere“; * ок. 1517, † между 3 май и 13 май 1591 в Кронберг им Таунус) е благородник от рицарския род Кронберг (в Таунус), маршал na Курфюрство Майнц, хесенски амтман и таен съветник, грос-дворцов майстер и оберамтман на Хьохст (част от Франкфурт на Майн) и Хофхайм.
Той е син на рицар Хартмут XII фон Кронберг († 7 август 1549) и съпругата му Анна фон Кронберг († 14 април 1551), дъщеря на Филип фон Кронберг, господар на Зауербург († 1510) и Катарина фон Бах († 1525). Внук е на Йохан VII (IX) фон Кронберг, байлиф на Опенхайм и Хьохст († 1506) и Клара фон Хелмщат († 1525). Баща му поддържа идеиите на Мартин Лутер.
Хартмут XIII фон Кронберг умира в Кронберг, Хесен и е погребан в капелата на замък Кронберг. Внук му Адам Филип (1599 – 1634) е издигнат 1618 г. на фрайхер и 1630 г. на имперски граф на Кронберг.

## Фамилия
Хартмут XIII фон Кронберг се жени на 6 февруари 1539 г. в Хохкьонигсбург, Елзас, Франция за Барбара фон Зикинген († 1567), дъщеря на Швайкхард фон Зикинген, бургграф на Алцай (1500 – 1562), и Анна фон Хандшухсхайм (1500 – 1539). Те имат децата:
- Анна (* ок. 1547; † 2 май 1549)
- Клара Анна (* ок. 1547; † 16 юли 1590), омъжена 1574 г. за Каспар Магнус Шенк цу Швайнсберг
- Маргарета († 4 март 1590), омъжена 1566 г. за Йост Рау фон Холцнаузен
- Франц (Францискус) (* сл. 1545; † 22 февруари 1605), амтман в Хьохст, женен за Катарина фон Хатщайн; имат две дъщери
- Хармут XIV фон Кронберг (* 1550; † 21 юни 1606, погребан в катедралата на Майнц), байлиф на Хьохст, Хофхайм и Лор, женен пр. 1590 г. за Маргарета Брендел фон Хомбург (* 12 февруари 1559)
- Йохан Швайкхард фон Кронберг (* 15 юли 1553, Кронберг им Таунус; † 17 септември 1626, Ашафенбург), курфюрст и архиепископ на Майнц (1604 – 1626) и ерцканцлер на Свещената Римска империя
- Йохан Георг II фон Кронберг (* 4 февруари 1561; † 9 юли 1608 в Хьохст, погребан в Св. Галус, Ладенбург), главен амтман на Хьохст и Хофхайм, женен на 7 септември 1587 г. за Анна Маргарета Кемерер фон Вормс фон Далберг (* 21 юни 1568; † 13 април 1629); родители на:
  - Адам Филип XI (* ок. 1599; † 3 август 1634 в Регенсбург), имперски граф на Кронберг и генерал

Хартмут фон Кронберг се жени втори път 1570 г. за Маргарета Брендел фон Хомбург († 1588)
- Баща му Хартмут XII фон Кронберг